# بيفرلي بي. دوغلاس
بيفرلي بي. دوغلاس (بالإنجليزية: Beverly B. Douglas)‏ هو محامي وسياسي أمريكي، ولد في 21 ديسمبر 1822 في Providence Forge, Virginia ‏ في الولايات المتحدة، وتوفي في 22 ديسمبر 1878 في واشنطن العاصمة في الولايات المتحدة. نشط حزبياً في الحزب الديمقراطي. وقد انتخب عضو مجلس نواب الولايات المتحدة عن ولاية فرجينيا وانتخب عضو مجلس ولاية فرجينيا وانتخب عضو مجلس النواب الأمريكي.